# Itti-Marduk-Balátu
Itti-Marduk-Balátu (dosl. „Žít společně s Mardukem“) byl král Babylónie v období přibližně mezi 1142–1134 př. n. l.. Syn předchozího krále Marduk-Kabít-Achchéši a druhý král IV. babylonské dynastie (zvané II. Isinská, nebo dynastie Paší).
Po první 4 roky jeho vlády Itti-Marduk-Balátu evidentně sídlil v městě Isin, i když se tituloval i jako král babylonský. V pátém roce upustil od titulu krále isinského a nadále používal jen titul krále babylonského, přičemž potvrdil Babylón jako hlavní město říše a přesunul tam i své sídlo.
Itti-Marduk-Balátu využil skutečnosti, že se elamský král Šilchan-In-Šušinak zapletl do války s Asýrií a pokusil se na Elam zaútočit. Ale Šilchan-In-Šušinak byl úspěšný, porazil asyrského krále Aššur-dána I., a vzápětí se vydal na výpravu proti Babylonii. Při Tigridu se obě vojska potkala a bitvu vyhráli Elamité. Babyloňané ustoupili dále na západ. Elamité je pronásledovali k Eufratu, kde další bitvu opět vyhráli. Zdá se, že tato porážka znamenala konec vlády Itti-Marduk-Balátu.